# Mon cabaret (album)
Singles
1. Roxanne
Sortie : 15 mars 2004
2. Mon cabaret
Sortie : 2005
3. Après l'amour
Sortie : 2005

Mon cabaret est le premier album de l'ex-candidate de l'émission de télé-réalité Star Academy, Sofia Essaïdi.
Elle a collaboré avec Chet, François Welgryn, Maïdi Roth ou encore Jérôme Rebotier pour l'élaboration de cet album sorti le 25 août 2005.

## Liste des pistes
| No  | Titre                        | Auteur                                                           | Durée |
| --- | ---------------------------- | ---------------------------------------------------------------- | ----- |
| 1.  | Mon cabaret                  | Magnus Fiennes, Pamela Sheyne, Sheppard Solomon, Robin Twelftree | 3:02  |
| 2.  | Dans mon lit                 | Chet, David Hadjadj, Jérôme Rebotier                             | 3:30  |
| 3.  | Après l'amour                | Quentin Bachelet, Chet, Sofia Essaïdi, Jean-François Orricelli   | 4:06  |
| 4.  | Abuse de moi                 | Quentin Bachelet, Sofia Essaïdi, Nelly Mella-Delevingne          | 4:25  |
| 5.  | Shoop shoop                  | Quentin Bachelet, Sofia Essaïdi, François Welgryn                | 3:32  |
| 6.  | Vivre me tue                 | Sofia Essaïdi, Maïdi Roth                                        | 3:56  |
| 7.  | Les ailes du désir           | Chet, David Hadjadj, Jérôme Rebotier                             | 3:41  |
| 8.  | Amour amant                  | Fabrice Aboulker, Chet, Isabel Cramaro                           | 3:32  |
| 9.  | Joue (Sur l'ivoire du piano) | Quentin Bachelet, Sofia Essaïdi, Maïdi Roth                      | 4:04  |
| 10. | Blow it all away             | Kevin Armstrong, Felix Howard, Blair MacKichan                   | 4:34  |
| 11. | Roxanne                      | Sting                                                            | 3:22  |
| 12. | Amnésie / Lettre à ma mère   | Chet, David Hadjadj, Jérôme Rebotier                             | 8:55  |

## Classement des ventes
| Pays                | Meilleure position |
| ------------------- | ------------------ |
| France              | 41                 |
| Suisse              | 100                |
| Belgique (Wallonie) | 46                 |